# Liste der Naturdenkmale in Sankt Johann (Rheinhessen)
Die Liste der Naturdenkmale in Sankt Johann nennt die im Gemeindegebiet von Sankt Johann ausgewiesenen Naturdenkmale (Stand 1. Mai 2024).

## Naturdenkmale
| Nr.         | Bezeichnung                              | Lage                  | Beschreibung                       | Bild            |
| ----------- | ---------------------------------------- | --------------------- | ---------------------------------- | --------------- |
| ND-7339-055 | Neun Roßkastanien auf dem alten Friedhof | Hindenburgstraße Lage | Aesculus hippocastanum, neun Bäume | Fotos hochladen |